# Bundestagswahlkreis Südpfalz
Der Bundestagswahlkreis Südpfalz (Wahlkreis 210; bis zur Bundestagswahl 2021 Wahlkreis 211) ist seit 1965 ein Wahlkreis in Rheinland-Pfalz. Er umfasst die kreisfreie Stadt Landau in der Pfalz sowie die Landkreise Germersheim und Südliche Weinstraße. Der Wahlkreis wurde 2021 zum ersten Mal vom Direktkandidaten der SPD Thomas Hitschler gewonnen, ging jedoch bei der Wahl 2025 wieder an die CDU. 

## Wahlkreisgeschichte
Der Wahlkreis wurde unter dem Namen Landau zur Bundestagswahl 1965 neu eingerichtet. Die beiden Vorgängerwahlkreise waren der Wahlkreis Zweibrücken und der Wahlkreis Speyer.
| Wahl      | Wahlkreisname | Gebiet                                                                                          |
| --------- | ------------- | ----------------------------------------------------------------------------------------------- |
| 1965–1969 | 163 Landau    | Landau in der Pfalz, Landkreis Landau in der Pfalz, Landkreis Germersheim, Landkreis Bergzabern |
| 1972–1976 | 163 Landau    | Landau in der Pfalz, Landkreis Landau-Bad Bergzabern, Landkreis Germersheim                     |
| 1980–1983 | 161 Landau    | Landau in der Pfalz, Landkreis Südliche Weinstraße, Landkreis Germersheim                       |
| 1987–1998 | 161 Südpfalz  | Landau in der Pfalz, Landkreis Südliche Weinstraße, Landkreis Germersheim                       |
| 2002      | 214 Südpfalz  | Landau in der Pfalz, Landkreis Südliche Weinstraße, Landkreis Germersheim                       |
| 2005      | 213 Südpfalz  | Landau in der Pfalz, Landkreis Südliche Weinstraße, Landkreis Germersheim                       |
| 2009–2013 | 212 Südpfalz  | Landau in der Pfalz, Landkreis Südliche Weinstraße, Landkreis Germersheim                       |
| 2017–2021 | 211 Südpfalz  | Landau in der Pfalz, Landkreis Südliche Weinstraße, Landkreis Germersheim                       |
| 2025–     | 210 Südpfalz  | Landau in der Pfalz, Landkreis Südliche Weinstraße, Landkreis Germersheim                       |

## Wahlkreisabgeordnete
| Wahl | Abgeordneter | Abgeordneter     | Partei | Stimmen in % |
| ---- | ------------ | ---------------- | ------ | ------------ |
| 1965 |              | Albert Leicht    | CDU    |              |
| 1969 |              | Albert Leicht    | CDU    |              |
| 1972 |              | Albert Leicht    | CDU    |              |
| 1976 |              | Albert Leicht    | CDU    |              |
| 1980 |              | Heiner Geißler   | CDU    |              |
| 1983 |              | Heiner Geißler   | CDU    |              |
| 1987 |              | Heiner Geißler   | CDU    |              |
| 1990 |              | Heiner Geißler   | CDU    |              |
| 1994 |              | Heiner Geißler   | CDU    |              |
| 1998 |              | Heiner Geißler   | CDU    |              |
| 2002 |              | Ralf Göbel       | CDU    |              |
| 2005 |              | Ralf Göbel       | CDU    |              |
| 2009 |              | Thomas Gebhart   | CDU    | 40,7         |
| 2013 | 48,8         | Thomas Gebhart   | CDU    |              |
| 2017 | 40,3         | Thomas Gebhart   | CDU    |              |
| 2021 |              | Thomas Hitschler | SPD    | 28,2         |
| 2025 |              | Thomas Gebhart   | CDU    | 38,2         |

## Wahlergebnisse

### Bundestagswahl 2025
| Kandidaten                                            | Kandidaten                  | Parteien/Listen     | Erststimmen | Erststimmen | Zweitstimmen | Zweitstimmen |
| Kandidaten                                            | Kandidaten                  | Parteien/Listen     | Stimmen     | %           | Stimmen      | %            |
| ----------------------------------------------------- | --------------------------- | ------------------- | ----------- | ----------- | ------------ | ------------ |
|                                                       | Yildiz Härtel               | SPD                 | 34.273      | 19,2        | 30.705       | 17,2         |
|                                                       | Thomas Gebhartgewählt im WK | CDU                 | 68.122      | 38,2        | 55.080       | 30,8         |
|                                                       | Obada Barmou                | GRÜNE               | 13.802      | 7,7         | 19.800       | 11,1         |
|                                                       | Ralf Stüber                 | FDP                 | 4.686       | 2,6         | 7.684        | 4,3          |
|                                                       | Bernd Schattner             | AfD                 | 35.589      | 20,0        | 37.867       | 21,2         |
|                                                       | Dieter Kaltenhauser         | FREIE WÄHLER        | 4.097       | 2,3         | 3.363        | 1,9          |
|                                                       | Jens Schwaab                | Die Linke           | 7.114       | 4,0         | 10.928       | 6,1          |
|                                                       | Manuela Baker-Kriebel       | Tierschutzpartei    | 3.060       | 1,7         | 2.485        | 1,4          |
|                                                       | —                           | Die PARTEI          | –           | –           | 840          | 0,5          |
|                                                       | Jonathan Simantzik          | Volt                | 2.083       | 1,2         | 1.560        | 0,9          |
|                                                       | —                           | ÖDP                 | –           | –           | 276          | 0,2          |
|                                                       | —                           | MLPD                | –           | –           | 68           | 0,0          |
|                                                       | —                           | Bündnis Deutschland | –           | –           | 231          | 0,1          |
|                                                       | Sina Listmann               | BSW                 | 5.361       | 3,0         | 7.690        | 4,3          |
| Gesamt                                                | Gesamt                      | Gesamt              | 178.187     | 100         | 178.577      | 100          |
|                                                       |                             |                     |             |             |              |              |
| Ungültige Stimmen                                     | Ungültige Stimmen           | Ungültige Stimmen   | 1.717       | 1,0         | 1.327        | 0,7          |
| Wähler                                                | Wähler                      | Wähler              | 179.904     | 83,2        | 179.904      | 83,2         |
| Wahlberechtigte                                       | Wahlberechtigte             | Wahlberechtigte     | 216.108     |             | 216.108      |              |
|                                                       |                             |                     |             |             |              |              |
| Quellen: Die Bundeswahlleiterin, Kandidaten – Stimmen |                             |                     |             |             |              |              |

### Bundestagswahl 2021
Die Bundestagswahl 2021 fand am Sonntag, dem 26. September 2021, statt.
| Direktkandidat    | Partei                    | Erststimmen in % | Zweitstimmen in % |
| ----------------- | ------------------------- | ---------------- | ----------------- |
| Thomas Gebhart    | CDU                       | 28,2             | 23,2              |
| Thomas Hitschler  | SPD                       | 28,2             | 27,7              |
| Bernd Schattner   | AfD                       | 9,8              | 10,4              |
| Volker Wissing    | FDP                       | 10,0             | 12,4              |
| Tobias Lindner    | Bündnis 90/Die Grünen     | 11,2             | 13,5              |
| Tobias Schreiner  | Die Linke                 | 3,1              | 3,3               |
| Steffen Weiß      | Freie Wähler              | 3,8              | 3,2               |
| Lukas Rammefanger | Die PARTEI                | 1,1              | 0,9               |
| –                 | PIRATEN                   | –                | 0,4               |
| Sven Leuthner     | ÖDP                       | 0,3              | 0,3               |
| –                 | NPD                       | –                | 0,1               |
| –                 | V-Partei³                 | –                | 0,1               |
| –                 | MLPD                      | –                | 0,0               |
| Jacqueline Sharma | dieBasis                  | 1,4              | 1,4               |
| –                 | DiB                       | –                | 0,1               |
| –                 | LKR                       | –                | 0,0               |
| –                 | Die Humanisten            | –                | 0,1               |
| Bernd Kriebel     | Tierschutzpartei          | 1,8              | 1,8               |
| –                 | Team Todenhöfer           | –                | 0,4               |
| Alexandra Barsuhn | Volt                      | 0,5              | 0,5               |
| Cyrus Mobasheri   | Klimaliste                | 0,1              | –                 |
| Erdal Koccu       | parteilos                 | 0,2              | –                 |
| Holger Volger     | Südpfalz - stellt Fragen! | 0,1              | –                 |

Endgültiges Ergebnis

### Bundestagswahl 2017
Die Bundestagswahl 2017 fand am Sonntag, dem 24. September 2017, statt.
| Direktkandidat        | Partei                | Erststimmen in % | Zweitstimmen in % |
| --------------------- | --------------------- | ---------------- | ----------------- |
| Thomas Gebhart        | CDU                   | 40,3             | 34,8              |
| Thomas Hitschler      | SPD                   | 26,0             | 21,9              |
| Tobias Lindner        | Bündnis 90/Die Grünen | 7,9              | 8,7               |
| Mario Brandenburg     | FDP                   | 6,0              | 10,3              |
| Simon Georg Bludovsky | Die Linke             | 4,7              | 6,4               |
| Heiko Wildberg        | AfD                   | 12,3             | 13,6              |
| Kim Julia Orth        | Piratenpartei         | –                | 0,5               |
| Bernd Ließfeld        | Freie Wähler          | 2,7              | 1,7               |
| –                     | NPD                   | –                | 0,3               |
| –                     | ÖDP                   | –                | 0,3               |
| –                     | MLPD                  | –                | 0,0               |
| –                     | BGE                   | –                | 0,2               |
| –                     | Die PARTEI            | –                | 1,0               |
| –                     | V-Partei              | –                | 0,3               |

### Bundestagswahl 2013
Die Bundestagswahl 2013 fand am Sonntag, dem 22. September 2013, statt.
Es traten 14 Parteien in Rheinland-Pfalz landesweit gegeneinander an. Dies entschied der Landeswahlausschuss in einer öffentlichen Sitzung am 26. Juli 2013 in Mainz. Damit erhielten alle Parteien eine Zulassung, die fristgerecht bis zum 15. Juli ihre Landeslisten und weitere Unterlagen eingereicht hatten.
Die Reihenfolge der zugelassenen Landeslisten auf dem Stimmzettel richtet sich zunächst nach der Zahl der Zweitstimmen, die die jeweilige Partei bei der letzten Bundestagswahl im Land erreicht hat (Listenplätze 1 – 10):
CDU, SPD, FDP, GRÜNE, Die Linke, PIRATEN, NPD, REP, ÖDP und MLPD. Neu kandidierende Listen schließen sich in alphabetischer Reihenfolge ihres Namens an (Listenplätze 11 – 14): Alternative für Deutschland (AfD), Bürgerbewegung pro Deutschland (pro Deutschland), Freie Wähler und die Partei der Vernunft.
| Direktkandidat            | Partei                         | Erststimmen in % | Zweitstimmen in % |
| ------------------------- | ------------------------------ | ---------------- | ----------------- |
| Thomas Gebhart            | CDU                            | 48,8             | 42,7              |
| Thomas Hitschler          | SPD                            | 28,0             | 26,0              |
| Volker Wissing            | FDP                            | 4,0              | 6,2               |
| Tobias Lindner            | Bündnis 90/Die Grünen          | 7,1              | 8,5               |
| Sebastian Frech           | Die Linke                      | 4,1              | 4,8               |
| Kim Julia Orth            | Piratenpartei                  | 3,0              | 2,6               |
| Klaus Armstroff           | NPD                            | 1,3              | 1,2               |
| Frank Herbert Karl Köhler | Die Republikaner               | 1,0              | 0,8               |
| Rüdiger John              | ÖDP                            | 0,6              | 0,4               |
| –                         | MLPD                           | –                | 0,0               |
| –                         | AfD                            | –                | 4,9               |
| –                         | Bürgerbewegung pro Deutschland | –                | 0,2               |
| Franz Alois Pietruska     | Freie Wähler                   | 2,0              | 1,4               |
| –                         | Partei der Vernunft            | –                | 0,3               |

Thomas Hitschler und Tobias Lindner sind über die jeweiligen Landeslisten eingezogen.

### Bundestagswahl 2009
Bei der Bundestagswahl 2009 waren 214.215 Einwohner wahlberechtigt die Wahlbeteiligung betrug 72,9 Prozent und hatte folgendes Ergebnis:
| Direktkandidat      | Partei                | Erststimmen in % | Zweitstimmen in % | Bundestagswahl 2005 Zweitstimmen in % |
| ------------------- | --------------------- | ---------------- | ----------------- | ------------------------------------- |
| Thomas Gebhart      | CDU                   | 40,7             | 34,3              | 37,2                                  |
| Heinz Schmitt       | SPD                   | 27,7             | 22,7              | 32,6                                  |
| Volker Wissing      | FDP                   | 12,7             | 17,1              | 12,1                                  |
| Tobias Lindner      | Bündnis 90/Die Grünen | 8,3              | 10,2              | 8,0                                   |
| Ernst Jakob Kuntz   | Die Linke             | 7,2              | 8,6               | 4,8                                   |
| –                   | REP                   | –                | 1,3               | 2,1                                   |
| Karlheinz Pfirrmann | NPD                   | 2,1              | 1,5               | 1,3                                   |
| –                   | PIRATEN               | –                | 2,2               | –                                     |
| –                   | PBC                   | –                | 0,4               | 0,5                                   |
| –                   | FAMILIE               | –                | 1,2               | 1,4                                   |
| –                   | MLPD                  | –                | 0,0               | 0,1                                   |
| –                   | ödp                   | –                | 0,2               | –                                     |
| Edeltraud Dietert   | parteilos             | 0,8              | –                 | –                                     |
| Wolfgang Berger     | parteilos             | 0,5              | –                 | –                                     |

Volker Wissing (FDP) wurde über die Landesliste in den Bundestag gewählt. Tobias Lindner (Grüne) rückte im Juni 2011 für Ulrike Höfken als Mitglied des Deutschen Bundestages über die Landesliste nach.